# Patera (Tezaurul de la Pietroasa)
Patera cu figuri mitologice este un vas component al Tezaurului de la Pietroasa, care este datat în secolul al IV-lea e.n. și a fost descoperit în anul 1837 în județul Buzău, comuna Pietroasele, Dealul Istrița,  de către doi pietrari Ion Lemnaru și Stan Avram. Vasul este bogat ornamentat cu două frize, una de mici dimensiuni aflată în jurul statuetei din mijloc și friza principală care conține un basorelief cu 16 figuri realizate în tehnica au repousse. Statueta din centru a fost modelată în ronde-bosee și reprezintă o femeie ce stă pe un tron rotund, fără spetează, care ține un pahar tronconic cu ambele mâini. În jurul ei, pe friza mică sunt modelate în aceeași tehnică șapte figuri pastorale ce au fost sudate ca și statueta direct pe placa vasului. Patera cântărește 2102 grame și are un diametru de 26 cm.
Patera cu figuri mitologice este un obiect izolat de celelalte din punct de vedere stilistic. Ea își trage obârșia din caracterele stilistice greco-romane, cu toate că pe ea sunt figurate divinități de sorginte germanică alături de personaje din mitologia clasică. Chiar și zeitățile germanice au fost figurate în mod clasic, atât vestimentar, cât și anatomic. Compoziția frizei este una armonioasă și variația ipostazelor și atitudinilor se inspiră din cele mai bune tradiții ale artei clasice. Există și unele defecte cum este lipsa de proporții anatomice, capul statuetei fiind mult mai mare decât restul corpului, sau lipsei fineții trăsăturilor feței care dă impresia de imitație de tip barbar din modelele romane. Aceste defecte se reîntâlnesc, de altfel, în arta romană decadentă al cărui început a fost secolul al IV-lea e.n.
Subiectul basoreliefului de pe pateră, ca și alte amănunte cum sunt veșmintele personajului cu haină făcută din zale sau figurile de pe friza mică din jurul statuetei, animale după motive pastorale iraniene, induc ideea că patera a fost făcută în atelierele artistice nord-pontice. Arta realizată aici, nu era deosebită de cea din alte centre sudice greco-romane, ele intrând în aceeași categorie a decadenței artei clasice. Fiind în apropierea lumii barbare, aceste centre au fost receptive în preluarea curentele venite din Orient. Cum meșterii de aici executau și comenzi pentru șefii triburilor aflate în migrațiune, în acest caz de la Pietroasa au fost goții.

## Origini
După cum a rezultat din interogatoriile ce au fost luate în anul 1838 celor care au descoperit tezaurul de la Pietroasa, a reieșit că aceștia au găsit un număr de 22 de obiecte, vase de aur, bijuterii și două inele cu inscripții. Când au fost descoperite, obiectele erau învelite într-o masă neagră de origine necunoscută, probabil un material organic ca pielea sau cârpa cu care au fost acoperite înainte de a fi îngropate. Din cele 22 de piese s-au recuperat doar 12 obiecte. Dintre toate, doar cinci au fost lucrate doar din aur: cana sau ibricul (oenochoe), platoul sau talerul cel mare, frânt în patru, patera sau sinia, cea cu decor în relief cu o statuetă ce ține un pahar în mâini, colanul cu inscripție cu rune gotice și colanul simplu. Celelalte șapte piese: patru fibule, două vase poligonale și un colan, au fost împodobite cu pietre prețioase. Se presupune că cele zece obiecte pierdute au fost patru colane din care două cu pietre prețioase, unul cu inscripție, o fibulă mică presupusă a fi pereche cu cea care s-a păstrat, o cană similară cu cana oenochoe, o pateră simplă nedecorată și două brățări cu pietre prețioase.
Cele 12 obiecte care au putut fi recuperate, au fost furate în anul 1875 de Dumitru Pantazescu-Popescu din Muzeul de Antichități al Palatului Universității din București. Ca urmare, colanul cu inscripție a fost tăiat cel puțin în patru bucăți de către argintarul Costache Constantinescu din București, caracterele runice înscrise fiind deteriorate până la a fi indescifrabile. Din fericire, Societatea Arundel a făcut la Londra, cu ceva vreme înaintea furtului, fotografii detaliate ale colanului, astfel încât astăzi, caracterele au putut fi reconstituite cu un grad relativ de exactitate.

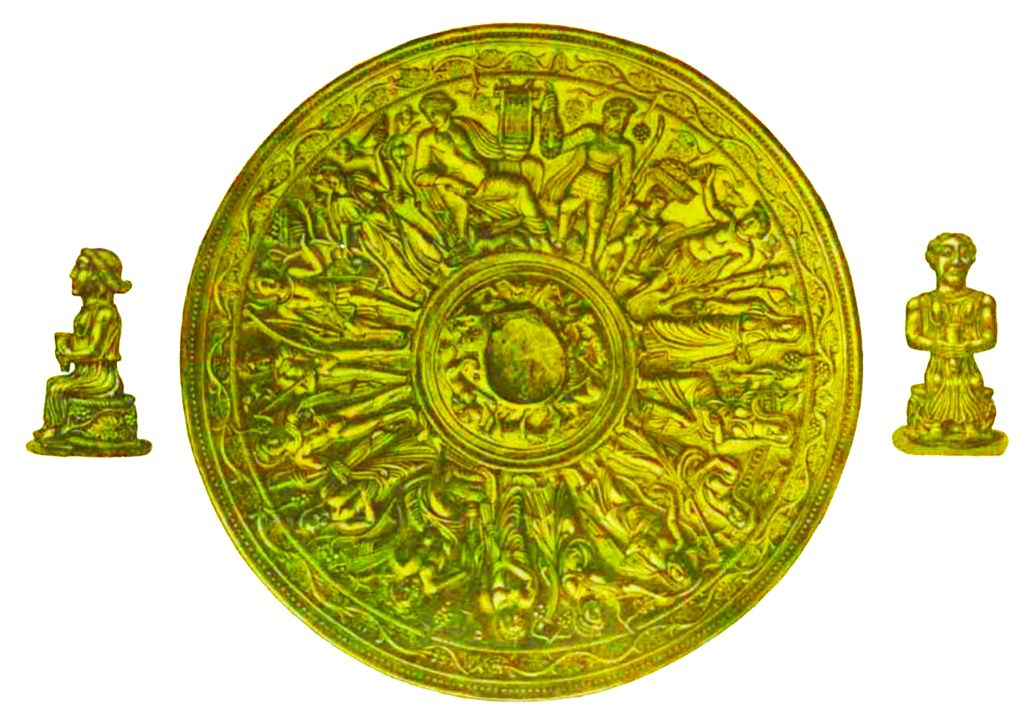
Patera - reproducere de Alexandru Odobescu

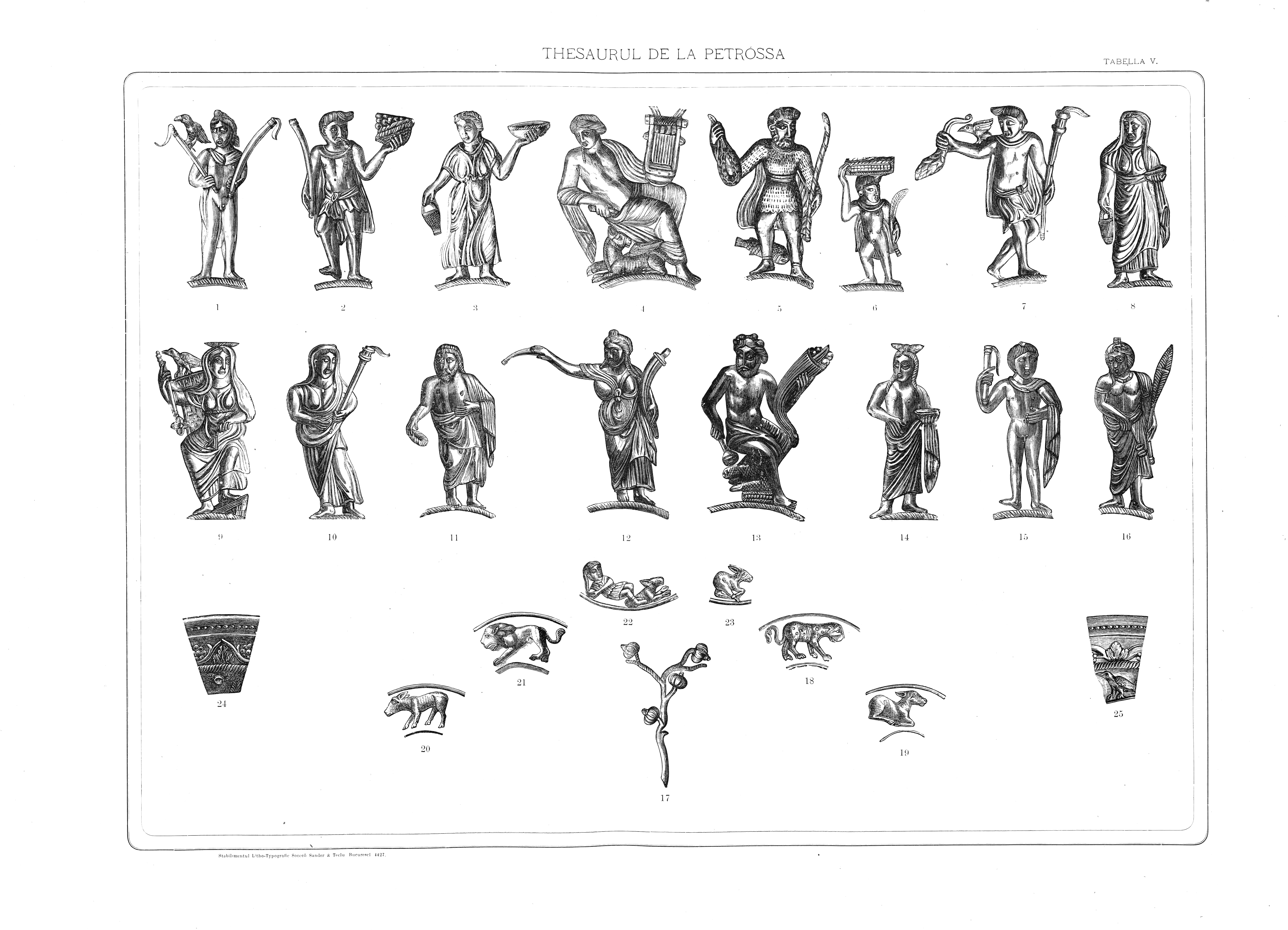
Figurile de pe patera desenate de Henric Trenk

Prin faptul că întreagul tezaur prezintă o calitate superioară a meșteșugului cu care au fost realizate obiectele care-l formează, cercetătorii sunt sceptici că acesta ar fi fost confecționat de populația indigenă. În anul 1879 când se înregistra una dintre primele lucrări privitoare la tezaur, Taylor a speculat ideea că obiectele ar fi o parte din câștigurile pe care goții le-au obținut ca urmare a incursiunilor pe care le făceau în provinciile romane Moesia și Tracia (perioada 238 - 251). Există și o altă teză timpurie pe care a propus-o Alexandru Odobescu în anul 1889, teorie pe care a preluat-o și Constantin C. Giurescu în anul 1976. Aceasta l-a identificat pe Athanaric, regele vizigoților ca proprietar de drept al tezaurului, fiind presupusă dobândirea lui în conflictul pe care Athanaric l-a avut în anul 369 cu Împăratul roman Valens. Catalogul Goldhelm din anul 1994, a adus ipoteza că obiectele componente ale tezaurului ar fi putut fi și cadouri pe care unii conducători germanici le-ar fi primit de la liderii romani.
Izvoarele documentare l-au identificat pe Athanaric ca „Judex potentissimus”, conducătorul vizigoților, ca protagonist al evenimentelor ce s-au petrecut din cauza migrației hunilor. Cercetătorii au propus un scenariu care ar explica prezența Tezaurului de la Pietroasa pe Dealul Istrița. Scenariul a avut ca fundament câteva mențiuni pe care le-a făcut Ammianus Marcellinus în cartea sa intitulată Istoria Romană. Astfel, comoara a fost ascunsă la Pietroasa ca urmare a refugierii vizigoților lui Athanaric în Imperiul Roman, cel mai târziu în anul în care Athanaric ar fi ajuns la Constantinopol, adică anul 381.
Cum din studierea obiectelor componente, argumentele de ordin arheologic nu converg către o datare unitară a tuturor pieselor, deoarece fiecare din acestea indică, de fapt, o datare mai târzie, se ajunge la părerea că tezaurul a fost depus la Pietroasa undeva la mijlocul secolului al V-lea, adică în perioada de migrație a ostrogoților. Luate separat, fiecare piesă are în opinia datatorilor o altă perioadă a confecționării ei. Ca urmare, vasul oenochoe a fost datat la sfârșitul secolului al IV-lea sau la începutul celui de al V-lea, patera undeva în jurul anului 360, colanele, fibulele, vasele poligonale, cel mai probabil în prima jumătate a secolului al V-lea. Aspectul obiectelor comorii, care sunt expuse astăzi la Muzeul Național de Istorie a României, este rezultatul mai multor restaurări ca urmare a unor distrugeri repetate la care a fost supus tezaurul.
Patera cu figuri mitologice este un obiect izolat de celelalte din punct de vedere stilistic. Ea își trage obârșia din caracterele stilistice greco-romane, cu toate că pe ea sunt figurate divinități de sorginte germanică alături de personaje din mitologia clasică. Chiar și zeitățile germanice au fost figurate în mod clasic, atât vestimentar, cât și anatomic. Compoziția frizei este una armonioasă și variația ipostazelor și atitudinilor se inspiră din cele mai bune tradiții ale artei clasice. Există și unele defecte cum este lipsa de proporții anatomice, capul statuetei fiind mult mai mare decât restul corpului, sau lipsei fineții trăsăturilor feței care dă impresia de imitație de tip barbar din modelele romane. Aceste defecte se reîntâlnesc, de altfel, în arta romană decadentă al cărui început a fost secolul al IV-lea e.n.
Subiectul basoreliefului de pe pateră, ca și alte amănunte cum sunt veșmintele personajului cu haină făcută din zale sau figurile de pe friza mică din jurul statuetei, animale după motive pastorale iraniene, induc ideea că patera a fost făcută în atelierele artistice nord-pontice. Arta realizată aici, nu era deosebită de cea din alte centre sudice greco-romane, ele intrând în aceeași categorie a decadenței artei clasice. Fiind în apropierea lumii barbare, aceste centre au fost receptive în preluarea curentele venite din Orient. Cum meșterii de aici executau și comenzi pentru șefii triburilor aflate în migrațiune, în acest caz de la Pietroasa au fost goții.

## Descriere

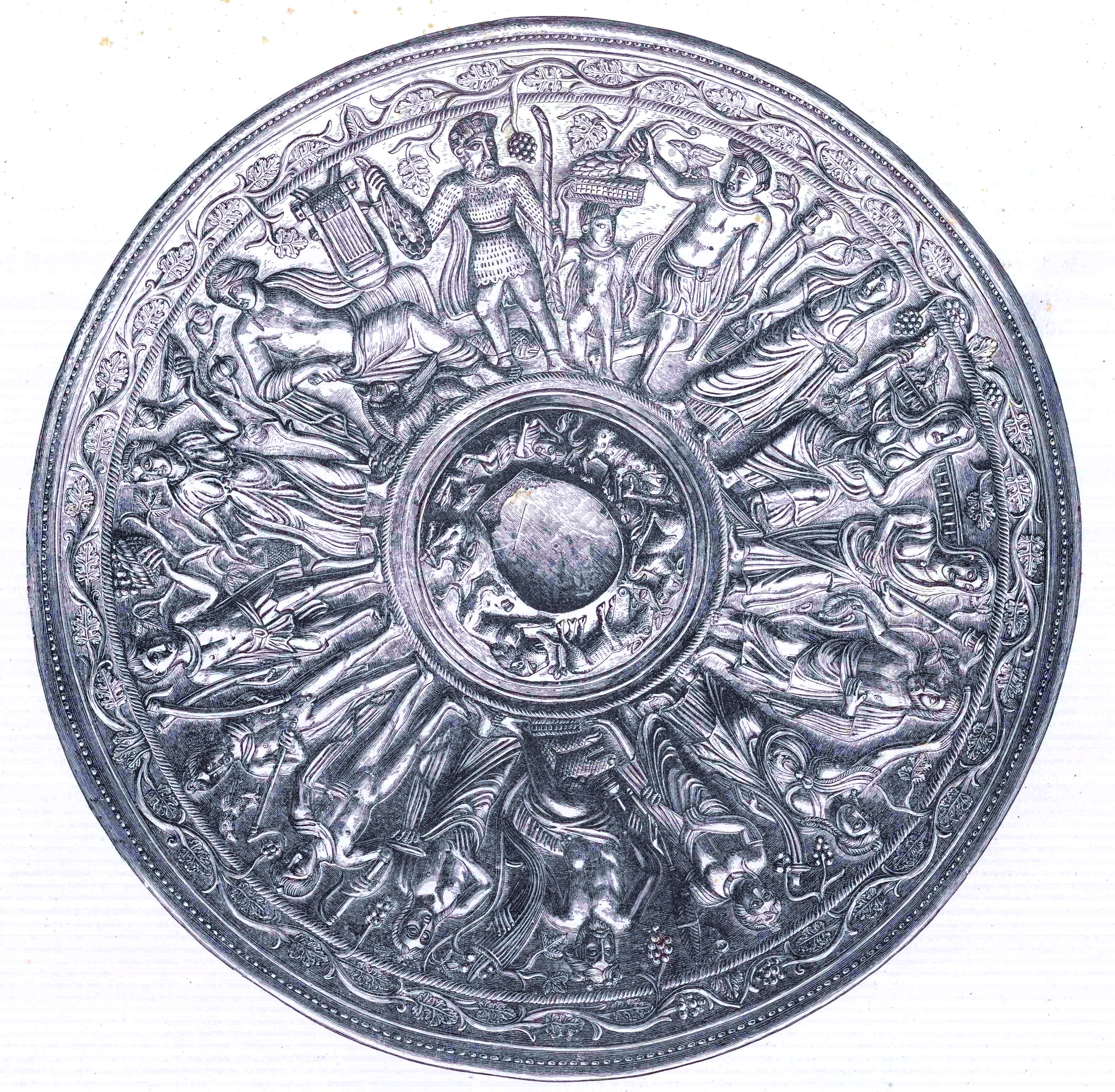
Patera - gravură de Henric Trenk

Patera este singurul obiect din Tezaurul de la Pietroasa care a avut cele mai puține deteriorări de-a lungul timpului. Ea are diametrul de 25.7 cm și o înălțime de 7.5 cm, având o formă concavă. Vasul de sprijină pe o bază inelară joasă, în centrul lui având o statuetă dispusă central, ea depășindu-i înălțimea cu 3.7 cm. În momentul descoperirii comorii, statueta a fost ruptă de la locul ei. Figurina a fost modelată în ronde-bosee și reprezintă o femeie ce stă pe un tron rotund, fără spetează. El este mărginit jos și sus de câte un brâu răsucit, ornamentat cu o coardă de viță de vie cu frunze și struguri. Statueta fiind fixată în centrul paterei, este împresurată de o friză îngustă. Figurile de pe friză și statueta au fost lucrate fiecare separat și au fost prinse de vas prin sudură. Restul decorului, aplicat pe o zonă lată între două brâuri răsucite, format dintr-un șir de figuri umane cu fel și fel de atitudini, a fost realizat prin tehnica ciocănirii în relief denumită au repousse. Între marginea vasului și brâul superior, se desfășoară un ornament îngust format din ghirlande de viță de vie și struguri, el fiind subliniat de două benzi, una perlată și una simplă. Pe ici pe colo, ciorchinii atârnă peste sau pe sub brâul răsucit, intrând în zona de figuri.
Figurile au fost amplasate cu multă artă, într-o distribuție continuă pe friza circulară. Ele au fost dispuse la distanțe relativ egale, trei dintre personaje șezând le despart pe celelalte aflate în picioare în trei grupe. Modul de repartizare, precum și variația gesturilor fiecărui personaj, face ca întreaga scenă să fie scutită de monotonia care ar reieși dintr-o simplă înșiruire. Astfel, lucrarea se remarcă prin armonie și o eleganță a compoziției ce amintește de cele mai bune tradiții ale artei greco-romane.
Figurile de pe friza paterei de la Pietroasa au fost pentru prima oară interpretate de Ch. Linas, care le-a identificat cu divinități din Walhalla germanică, toate fiind reunite la o procesiune în jurul lui Herta, Țărâna Mamă, sau a bătrânei Jordth, care s-ar identifica cu femeia de pe tronul din centrul vasului. Alexandru Odobescu a dat citate din precizările lui Linas, din textul publicat în anul 1868, în opera sa Le Trésor de Pétrossa, volumul al doilea din anul 1896. Odobescu și-a păstrat rezerve privitoare la precizia identificărilor lui Linas.
Pe friza cu figuri au repousse, există câțiva arbori ca elemente de peisaj, fapt care plasează scena desfășurată pe friză în mijlocul naturii, pădurea fiind o posibilitate care face legătura cu mențiunile lui Tacit, care a amintit că pădurile și dumbrăvile erau locurile tradiționale de închinare ale popoarelor germanice. Un pom de pe pateră, este înfățișat plin de fructe care par a fi exotice. Această constatare a generat opinia că artistul, realizator al paterei, a folosit modele de origine orientală.

### Figurile de pe friza centrală
În poziția centrală, în fundul vasului, se află o statuetă a unei divinități feminine care șade pe un tron. Ea ține cu ambele mâini un vas tronconic. Zeitatea are o poziție dominantă față de toate figurile vasului, având de jur împrejurul tronului figuri realizate în relief pe friza mică, cea centrală. Femeia are o cămașă fără mâneci, lungă, legată în talie. Părul formează în jurul capului un rulou, este pieptănat cu cărare pe mijloc și are un coc pe spate. Există analogii în astfel de reprezentări din diferite epoci atât în ce privește gestica, cât și atitudinea. Divinitatea este un concept care provine din neolitic ca Mama Zeilor, Țărina Mamă sau Marea Zeiță, toate având legătură cu cultul abundenței și cel al rodirii.
În perioada clasică, a purtat diferite nume: Terra Mater la romani, Geea sau Ge la greci sau Cybele la frigieni. În lucrarea sa, Despre originea și țara germanilor, Tacit a precizat că unele triburi germanice se închinau Mamei zeilor, în limba latină Mater Deum și că, alte triburi o adorau pe Nerthus, Țărina Mamă. Ambele nume ale zeițelor se refereau de fapt, la divinitatea pământului. Este posibil ca personajul central al paterei de la Pietroasa să figureze o astfel de zeitate. În friza care o înconjoară la picioarele sale, se desfășoară o scenă cu șapte figuri: un om culcat, patru animale greu de identificat, probabil domestice, un leu și o panteră. O posibilă interpretare pe care au găsit-o cercetătorii ar fi că, zeița aflată pe tron, protejează liniștea și prosperitatea ciobanului și turma sa.
| Imagine | Descriere       | Statuetă | Descriere       | Imagine |
| ------- | --------------- | -------- | --------------- | ------- |
|         | Măgăruș ghemuit |          | Măgăruș ghemuit |         |
|         | Măgăruș mergând |          | Cioban, câine   |         |
|         | Leu mergând     |          | Panteră mergând |         |

### Figurile de pe friza principală
Cele șaisprezece personaje care se desfășoară circular, nu fac parte dintr-o acțiune gândită a fi comună și nici nu urmează vreo ordine prestabilită. Divinitatea asimilată cu Apollon, care este disproporționat de mare față de celelalte și care este încadrată de personaje în mișcare, este poziționată în fața statuetei centrale și zece divinități cu atitudini solemne se află în spate. O interpretare a compoziției ar fi că, zeii și acoliții lor se găsesc în jurul Țărinei Mame, celebrându-se astfel, o sărbătoare a belșugului și a fertilității. Slujitorii și adoratorii, cei figurați în mișcare, se află în procesiune și de aceea sunt purtători de patere, făclii și coșuri cu fructe. Printre ei se remarcă personajul îmbrăcat cu o haină din zale.
În toreutica din antichitate, există o mulțime de patere la care decorul a fost plasat în interiorul vasului. Cea de la Pietroasa este diferită de tot ce s-a descoperit în acest domeniu. Acest fapt se datorează formelor realizate din repertoriul greco-roman cu indicație spre mitologia popoarelor germanice. În apropierea Uralilor, în regiunea Perm, a fost descoperit un vas de argint care are un decor în relief similar. Au fost reprezentate pe acesta personaje mongolice și divinități, toate având la bază același repertoriu greco-roman.

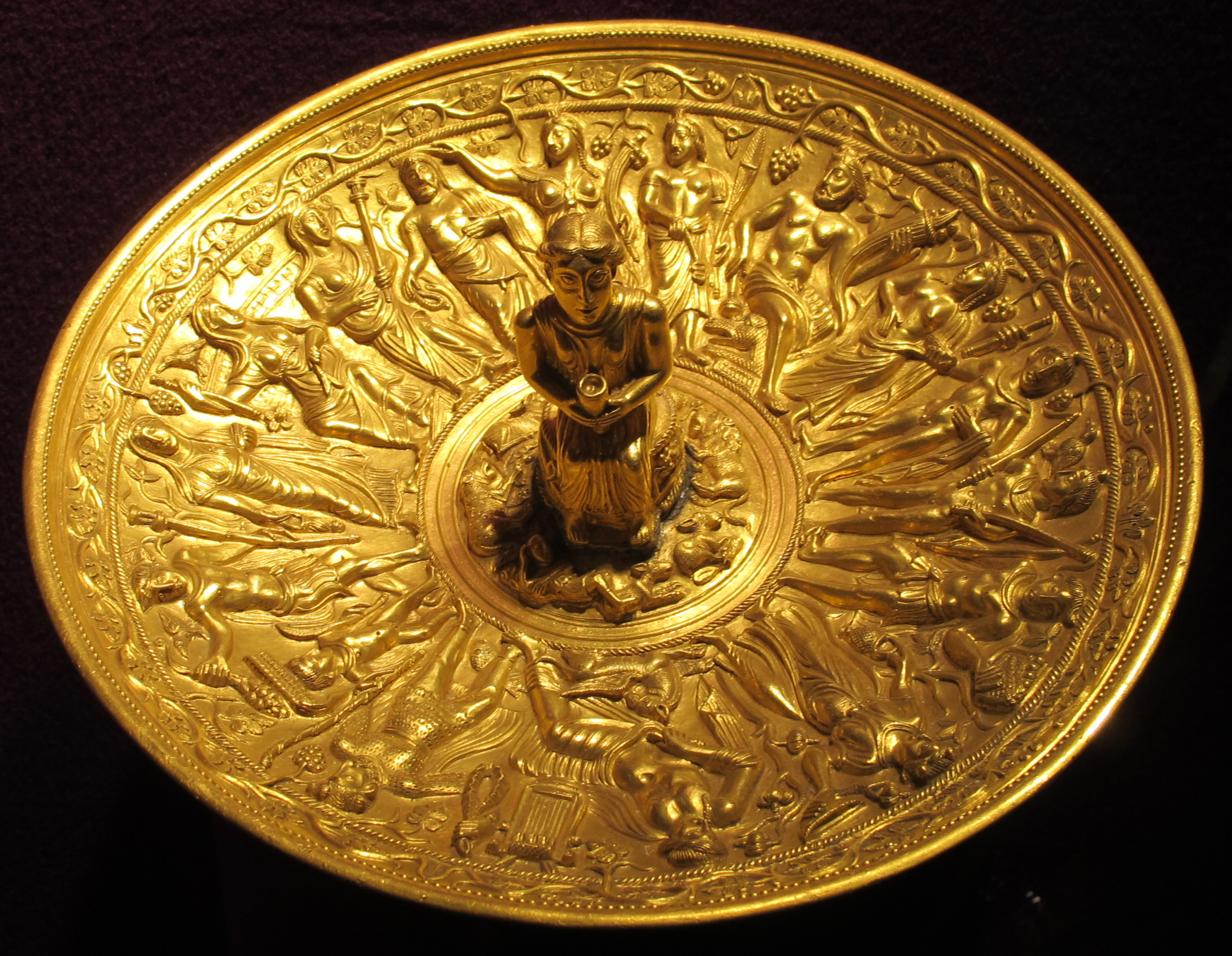
Patera de la Pietroasa

În reprezentările de pe vasul de la Pietroasa, se pot vedea trăsături care sunt specifice artei clasice, în special modul de redare a anatomiei, veșmintelor și atitudinilor. Este de remarcat și motivul coardei de viță de vie care se derulează pe marginea paterei. Acest model a fost folosit adesea în arta plastică din perioada imperială romană, în principal pentru încadrarea scenelor ca friză. În perioada epocii în care sculptura romană intrase în declin, începând din secolul al IV-lea e.n., reprezentările unor figuri centrale pe astfel de vase sufereau de o nerespectare a proporțiilor, similare zeității centrale de pe patera de la Pietroasa, care are fruntea îngustă, capul prea mare în raport cu trupul și ochii holbați. Așa au fost și reliefele realizate pe Arcul de Triumf al lui Constantin de la Roma sau pe Arcul de Triumf al lui Galeriu de la Thesalonic. Caracterul păgân al personajelor de pe patera de la Pietroasa, relevă și o posibilă ipoteză care ar enunța faptul că execuția ei nu ar depăși acest secol, pentru că după decizia ca religia creștină să devină religie oficială a imperiului, chipurile zeităților păgâne nu au mai fost subiect de reprezentare în arta plastică.
Există amănunte care reies din friza de la picioarele statuetei centrale, cum sunt animalele carnivore sau cele ierbivore, care amintesc de tipurile și modelele folosite din repertoriul scito-sarmat, uzitat în atelierele aflate pe costa Mării Negre. Există cercetători care susțin ipoteza care spune că patera ar fi fost realizată la comanda unui șef de trib de origine germanică care stăpânea teritoriile Dunării de Jos. Cum, artistul ar fi fost străin de credințele germanice, ca și de obiceiurile acestora, a fost silit să execute comanda fără a cunoaște detaliile despre mitologia germanică, decât din auzite. De menționat este faptul că popoarele primitive din Europa, nu aveau obișnuința să-și reprezinte divinitățile în obiecte de artă plastică. Din acest motiv, aurarul paterei de la Pietroasa și-a raportat modelele la tipurile greco-romane, la care a adăugat mai multe sau mai puține amănunte care să facă diferența dintre caracterele lor specifice și cele ale zeităților clasice.
În tabelul care urmează sunt toate figurile de pe pateră redesenate de Henric Trenk în monografia lui Alexandru Odobescu, semnele de întrebare aparțin acestuia:
| Imagine | Descriere |
| ------- | --- |
|         | (A) Aegir, zeul apelor / Neptun (?) la romani Un bărbat cu barbă și mustață care are părul pieptănat și strâns pe frunte în trei ciocuri. Are pantaloni lungi și o haină cu mâneci similară unei tunici scurte care este prinsă la mijloc cu un cordon. Haina pare a fi o cămașă cu zale. Pe spate poartă o hlamidă care seamănă cu cele alor alți bărbați de pe friză. Ține într-o mână ceva ce seamănă cu un arc și în cealaltă mână ceva greu de definit, probabil o praștie. Întreaga atitudine relevă mișcarea. Se poate observa că îmbrăcămintea acestui personaj este total diferită de a celorlalte. De aceea, pare că artistul care a realizat patera, nu ar fi reprezentat o zeitate, el nefolosindu-se de repertoriul roman ca în alte cazuri. Este foarte probabil ca el să fi vrut să înfățișeze un personaj real, un rege sau un războinic, la care a dorit să-i redea aspectul caracteristic. |
|         | (B) Fosite (?) Acesta este un copil fără veșminte, care are doar o hlamidă pe spate. Părul îl are strâns pe frunte într-un coc, similar persoanelor adulte. Este evident că doar faptul că are o statură mică, îndeamnă privitorul să-l considere a fi copil. El sprijină cu mâna dreaptă un coș dreptunghiular pe care-l are pe cap și în cea stângă ține o ramură de palmier, el aflându-se în mișcare. Astfel de personaje existau în legendele germanice, unde erau înfățișați în timpul executării de munci pentru oameni și zei. Acesta ar trebui să fie unul dintre geniile pitice de care amintesc legendele germane. |
|         | (C) Tyr / Marte (?) la romani Un personaj bărbat, tânăr, asemănător ca cel din figura (N), atât privitor la atitudine, cât și la veșminte. Ține ca și acela o făclie în mâna stângă, iar în mâna dreaptă este ceva ce se aseamănă cu un fruct oriental sau un snop. Ca și tânărul de la figura (N), acesta nu poate fi încadrat la divinități și pare mai degrabă un slujitor al lor. Așa cum amintește Tacit, figurile care sunt susceptibile de a avea reprezentări ale acoliților cu chip de muritori, pieptănătura cu coc în frunte și șuvița înnodată (nodus) pe care o purtau suebii, este o particularitate germanică. Acesta ar fi un atribut real de care a ținut cont artistul ce a realizat patera de la Pietroasa. O altă trăsătură germanică este reprezentarea personajelor masculine cu trunchiul gol și cu hlamidă. |
|         | (D) Urda / Parce (?) la romani (prima stânga) Femeie cu veșminte simple, o cămașă lungă încinsă la mijloc. Similar bărbatului alăturat, este reprezentată în mișcare, ducând în mâna dreaptă un coșuleț și în cea stângă o pateră. La fel ca bărbatul (C), înfățișarea este diferită de a divinităților, părând mai degrabă o slujitoare a lor. (E) Verdandri, a doua Nornă / Parce la romani(?) (a doua stânga) (F) Skuldra, a treia Nornă / Parce la romani (?) (dreapta) Grup de trei zeități feminine (D), (E), (F) Cea din mijloc (E) se află așezată pe un jilț cu spetează, celelalte trei, stânga (D) - dreapta (F) stau în picioare. Toate sunt înveșmântate după moda romană din epoca imperială. Au cămăși lungi cu cordon la brâu și pe deasupra poartă câte o mantie. Divinitatea aflată pe tron are în mâna stângă un obiect similar unui foarfece deschis și în mâna dreaptă un sceptru. Femeia din dreapta (D) ține în mâini o pateră și un coșuleț. Femeia din stânga (F) are o făclie. În mitologia romană există un grup de trei divinități numite Parcae, în limba greacă Moirai. Conform legendelor, acestea hotărau destinul oamenilor. Un cult pentru o trinitate feminină exista și la celți și la popoarele germanice. Caracterul lor era însă, unul diferit: de protector și binefăcător. Numite în limba latină Matronae, de aceste divinități care duc cu ele vase și coșuri, depindeau prosperitatea și belșugul holdelor și pădurilor. Acestea au fost reprezentate plastic în provinciile romane de la Rin, direct sub influența artei romane. Cercetătorii paterei de la Pietroasa au considerat că o asemenea interpretare a acestui grup feminin, ar oferi cea mai apropiată analogie. |
|         | (G) Soeter / Saturn (?) la romani Este o divinitatea masculină care înfățișează un bărbat cu mustață și barbă care are părul bogat ce cade în plete pe spate. Are o mantie ce-i îmbracă corpul lasându-i torsul gol. În mâna stângă are un obiect a cărui semnificație nu a fost stabilită, existând în acest sens mai multe propuneri pe care cercetătorii le-au făcut. Este posibil ca să fie o coroană, o praștie sau un strophium. Înfățișarea generală este a unei divinități, dar nu există elemente care să indice niște caractere care se răgăsesc la zeitățile greco-romane și mai ales ale celor germanice. Există posibilitatea ca bărbatul reprezentat să se afle în legătură cu personajul următor (H). |
|         | (H) Freya / Venera (?) la romani Personajul figurat este o divinitate feminină care poartă un șal cu franjuri pe umeri, strâns într-un nod la nivelul pieptului. Veșmintele au în componență o cămașă lungă și o mantie peste umeri. Părul cade pe umeri în bucle lungi, este pieptănat cu cărare și pare că în creștetul capului are un coc. În mâna dreaptă ridică desupra capului personajului alăturat (G), o baghetă curbată și în mâna stângă ține un corn al abundenței. Specificitatea portului reprezentat, face parte din semnele distinctive ale zeiței Isis. Isis era una din zeitățile egiptene foarte adorate și cultul ei a fost regăsit în aproape tot imperiul roman, unde era întâlnit în forme diverse de sincretism cu alte zeități ca Hera, Afrodita, Demetra, Tyche-Fortuna etc. În mai toate reprezentările, Isis a întrunit toate atributele zeităților greco-romane enumerate. Prin modul cum a fost figurată pe patera de la Pietroasa, este cu siguranță vorba de o asimilare de sorginte romană a unei zeității gotice ce avea posibile analogii cu zeița Isis-Fortuna. În același fel trebuie înțeleasă și precizarea lui Tacit care a spus că unii suebi „aduc jertfă Isidei". Gestul de consacrare sau protecție pe care zeița de pe pateră îl face personajului din dreapta ei (G), nu a putut fi interpretat de analiști. |
|         | (I) Odin / Mercur după Tacit (??) la romani Un zeu bărbat imberb, cu veșminte asemănătoare cu cele ale figurii (G). Are un colan la gât, coc pe creștetul capului și o brățară pe braț. Ține în mâna stângă un caduceu și în cea dreaptă ceva ce seamănă cu o foaie de palmier. Aparența face ca să se vadă ceva ca un vârf de lance exagerat. Prezența caduceului indică faptul că divinitatea este una asimilată cu zeul Mercur. Se știe însă că în acest caz este vorba de zeul principal Wodan al germanilor. Despre atributele acestui zeu germanic se știu prea puține lucruri. Se știu însă, destule amănunte despre zeul din mitologia scandinavă, Odin. Astfel, zeul războiului Odin avea o lance de fier cu puteri supranaturale datorate runelor care erau gravate pe ea. Din acest motiv, cercetătorii tezaurului de la Pietroasa au considerat că această divinitate cu un caduceu neobișnuit de mare, este o dovadă a unei posibile identificări a personajului figurat pe friza paterei, cu Wodan, zeul germanic. |
|         | (J) Thor / Vulcan (?) la romani Divinitate masculină care șade pe capul unui animal ce seamănă cu un cal. Zeul are trunchiul gol, are mustăți și barbă și pe cap are o cunună. Aspectul general al corpului denotă forță, fiind masiv și musculos. Ține un buzdugan în mâna dreaptă și în cea stângă are un corn al abundenței. Buzduganul și vigoarea fizică sugerează că numai o divinitate de origine germanică ar putea avea asemenea însușiri, Tacit asemuind-o cu Hercule. Este vorba despre un zeu voinic, înfățișat cu barbă, binefăcător pentru recolte prin ploile pe care le aducea, însoțite de tunete. |
|         | (K) Hela (zeița morții) (?) O zeitate feminină cu trunchiul gol, ea este o excepție din acest motiv fața de toate reprezentările feminine de pe friza paterei de la Pietroasa. Are părul pieptănat în bucle lungi care cad pe umeri și un coc în creștet, care este împodobit cu două aripioare. Aceste accesorii, aripioarele și buclele erau apanajul zeiței egiptene Isis, făcând parte din repertoriul mitologiei romane. Personajul ține o pateră în mâna stângă. Cercetătorii nu au reușit să deducă ce divinitate germanică ar fi putut fi înfățișată aici. |
|         | (L) Unul din zeii Alci / Castor (?) la romani (stânga) (M) Al doilea din zeii Alci / Pollux (?) la romani (dreapta) Grup de două divinități masculine reprezentat de doi tinerei goi, imberbi, care au drept veșmânt doar o hlamidă pe spate. Primul (L) ține în mâna dreaptă un bici și cel de al doilea (M), are un bici într-o mână și o făclie în cealaltă. Sigur este vorba de doi zei gemeni al căror cult era practicat de foarte multe popoare antice. Grecii și romanii îi aveau pe Castor și Pollux, zei Dioscuri ce erau însoțiți totdeauna de cai. Germanicii, așa cum spunea Tacit, îi avea pe zeii Alci pe care i-au asimilat cu Dioscurii. Faptul că cele două personaje figurate pe patera de la Pietroasa au ca elemente de decor biciul și făclia, duce la ipoteza că pe pateră au fost înfățișați zei gemeni, așa cum erau ei interpretați la popoarele indoeuropene ca Fiii ai Soarelui, ei fiind călăreți. Aceste atribute distinctive, biciul și făclia, au un rol mitologic de netăgăduit. |
|         | (N) Freyr (zeul păcii) Un tânăr imberb care are un veșmânt scurt și o hlamidă pe spate, trunchiul fiind gol. Are un coc purtat pe partea stângă și părul pieptănat în sus. După cum sunt figurate picioarele se deduce că este în mers. El ține o făclie și în cealaltă un coș cu fructe. Prin îmbrăcăminte și atitudine, personajul se deosebește de toate divinitățile de pe pateră, el fiind mai degrabă un slujitor cu o înfățișare de simplu muritor. |
|         | (O) Ostara (zeița Primăverii) Ca și bărbatul care îi este alăturat (N), atitudinea acestui personaj feminin, ca și vestimentația, se deosebește de cele ale divinităților de pe pateră, ea părând a fi mai degrabă o slujitoare. Este îmbrăcată cu simplitate, cu o cămașă lungă legată la mijloc. |
|         | (P) Baldur / Apollon (?) la romani Aceasta este o divinitate care stă jos, într-un jilț. Personajul este un tânăr imberb înveșmântat într-o mantie care lasă să i se vadă torsul gol. Are sprijinită de genunchi o liră. În mâna dreaptă ține un piectrum folosit la lovirea coardelor lirei. Un grifon șade la picioarele sale. Este foarte ușor a fi recunoscut în acest tinerel tipologia lui Apollon din zeitățile greco-romane, unde zeului i-a fost asociat atributul muzical și grifonul, cel din urmă fiind consacrat. Conform legendei, grifonul îl purta călare pe Apollon în călătoriile misterioase pe care acesta le făcea la Hyperboreii din regiunile nordice foarte îndepărtate. Este de presupus că artistul care a realizat patera a vrut să-i redea divinității germanice însușiri și caracteristici asemănătoare tipologiei lui Apollon Hyperboreul. Se poate vedea cu ușurință că această figură depășește prin proporțiile sale pe toate celelalte din friza paterei. Există două interpretări a acestui fapt. Prima se referă la o neîndemânare a artistului care a făcut friza, care nu a spațiat suficient figurile pe care le proiectase a fi realizate circular. A doua induce ideea că această figură ar avea o importanță deosebită fața de celelalte, dimensiunea fiind cea care ar fi o caracteristică suplimentară în acest sens. Dacă cea de a doua ipoteză ar fi cea adevărată, cercetătorii nu au găsit un substrat mitologic care s-o explice. |

## Extras din analiza lui Alexandru Odobescu
Patera de la Pietroasa este un vas rotund, farfurie, montat pe un picior foarte scurt. Ea are înălțimea de 11.2 cm, adâncimea de 7.5 cm și un diametru de 25.7 cm. Prin construcție, ea este formată din două plăci groase aplicate una peste cealaltă printr-un cordon de lipitură nesesizabil. Interiorul vasului are prevăzute personaje au repousse dispuse circular și ornamente în stilul greco-roman timpuriu. Decorul este format din ghirlande de viță de vie care înconjoară vasul între un șir circular de mărgele și un cerc care imită un fir gros răsucit. Frunze și ciorchini de struguri sunt figurați de jur-împrejurul ornamentului.